# Okříšky (stacja kolejowa)
Okříšky – stacja kolejowa w miejscowości Okříšky, w kraju Wysoczyna, w Czechach Znajduje się na wysokości 480 m n.p.m.
Na stacji istnieje możliwość zakupu biletu i rezerwacji miejsc.

## Linie kolejowe
- 240 Brno - Jihlava
- 241 Znojmo - Okříšky